# Grauwzusters

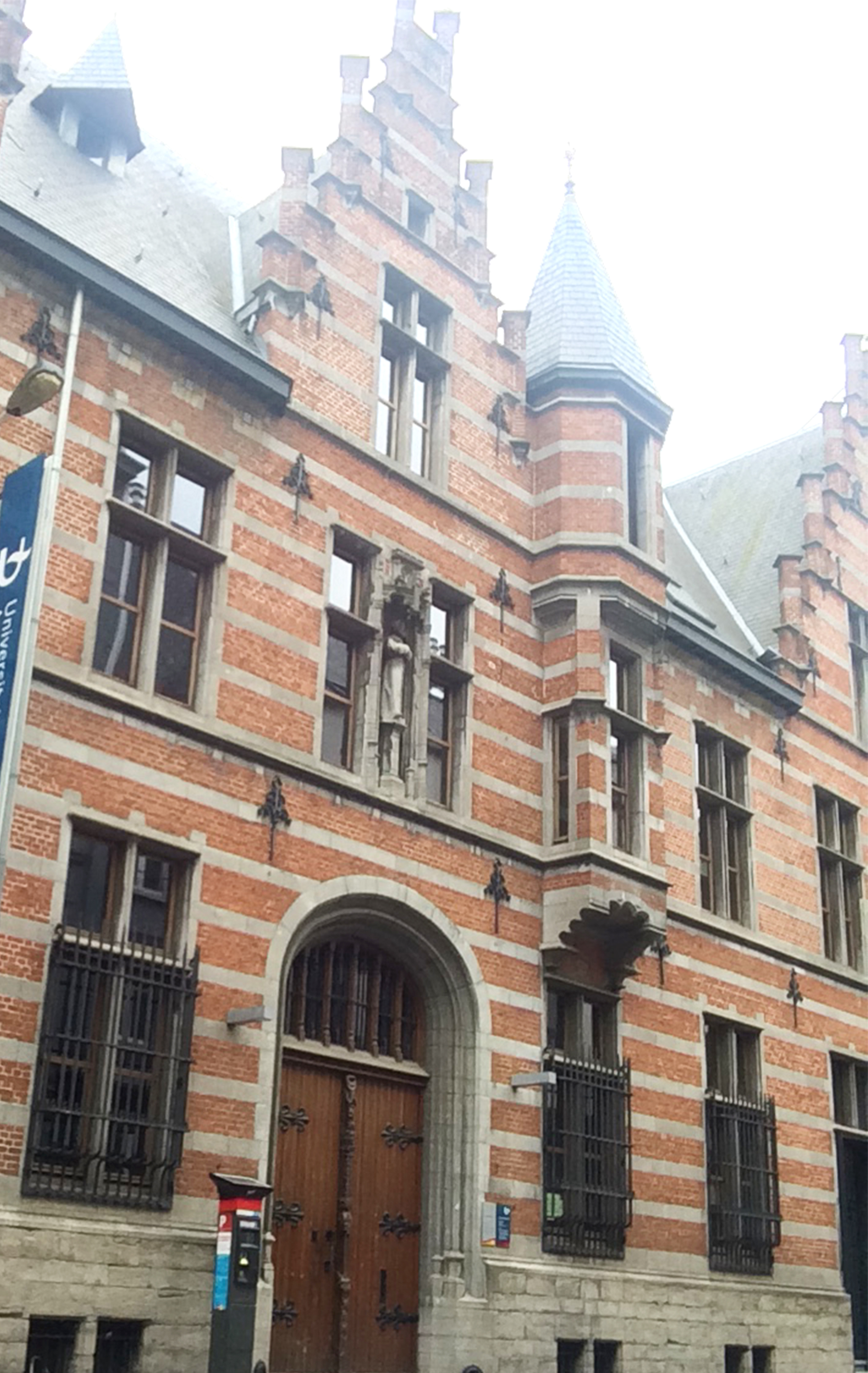
Het voormalige klooster van de grauwzusters in Antwerpen aan de Lange Sint-Annastraat; vestiging van de Universiteit van Antwerpen

Grauwzusters – ook grauwe zusters genoemd – waren godsvruchtige vrouwen die leefden volgens de derde regel van Sint-Franciscus. Hun stichtend voorbeeld was Elisabeth van Thüringen, die ondanks alle tegenkanting, de armen en zieken terzijde bleef staan tijdens de hongersnood van 1226.
Anders dan reguliere kloosterordes, die van bij hun ontstaan centraal bestuurd werden, stonden her en der grauwzusters op in onafhankelijke stichtingen. Grauwzusters zijn 'tertiarissen' omdat ze de derde regel van Sint-Franciscus volgen. Franciscus schreef zijn derde regel in 1223. Tertiarissen onderhouden hun religieuze regel zonder een formele kloostergelofte af te leggen, zij vormen de derde orde. Soms wonen ze samen met een groep gelijkgezinden in conventen (reguliere derde orde), soms leiden ze hun aan God gewijde leven thuis (seculiere derde orde). Een tertiaris verplicht zich tot een aantal vaste gebeden per dag, tot werken van naastenliefde en barmhartigheid, het geven van aalmoezen en tot een sobere levenswijze.

## Geschiedenis
Het ontstaan van de grauwzusters kadert in de Moderne Devotie ofwel de Zusters van het Gemene Leven, een spirituele reactie in de 14e eeuw op misstanden in kloosters en onder de geestelijkheid.
Vanaf het begin van de 14e eeuw vestigden grauwzusters zich in de meeste Vlaamse en Brabantse steden. Zij zorgden voor hun eigen onderhoud door handenarbeid: het weven van fijn linnen, het vervaardigen van mis- en communiebrood, het wassen en herstellen van altaar- en kerkgewaden. Ze verzorgden zieke en arme mensen en begroeven de doden. Heel wat moderne ziekenhuizen en verzorgingstehuizen vinden hun ontstaan in stichtingen van de Grauwzusters.
Vanaf de 16e eeuw, onder druk van het centrale kerkelijke gezag (bulle van paus Alexander VI), begonnen grauwzusters toe te treden tot kloostergemeenschappen - tot de clarissentak van de coletienen bijvoorbeeld (Brussel, 1501), tot de rijke klaren (Geraardsbergen, 1631) of tot de annunciaten (Sint-Winoksbergen, 1644). De nog bestaande conventen van grauwzusters werden door het Franse regime in 1796 opgeheven, hun kloosters of panden openbaar verkocht. Op sommige plaatsen bleef de gemeenschap van grauwzusters samen en vond, in afwachting van een onzekere toekomst, elders onderdak. Enkele gemeenschappen slaagden erin om opnieuw een eigendom te verwerven en hun voortbestaan te verzekeren. Zo werden de grauwzusters van Tienen in 1817 eigenaar van het vroegere klooster van Kabbeek waar zij in 1924 een modern ziekenhuis inrichtten dat gestaag verder werd uitgebouwd tot het huidige Algemeen Ziekenhuis Heilig Hart.
De spiritualiteit van Sint-Franciscus bleef inspireren. Vanaf midden 19e eeuw is er een explosieve toename van franciscaner-kloosterroepingen, wat resulteerde in de oprichting van tientallen kloostergemeenschappen van zusters franciscanessen, geestelijk verwant met de grauwzusters. Wanneer rond 1950 de roepingen fors afnemen komt er steeds meer toenadering tussen grauwzusters en franciscanessen.
Zo kreeg de congregatie van Hasselt, na speciale toelating van de minister-generaal van de franciscanen, in 1956 het recht om de naam van franciscanessen te voeren. Zij heten voortaan officieel 'Grauwe Zusters Franciscanessen'. Onder andere de grauwzusters van Zoutleeuw dragen de naam van franciscanessen niet.

## Vestigingen in België
- Aalst
- Aardenburg-Brugge
- Aarschot
- Antwerpen
- Bastenaken
- Beaumont
- Berchem
- Bergen
- Blicquy
- Brugelette (Wisbecq)
- Brugge (H. Geest)
- Brugge (Magerzo)
- Brugge (Sint-Elisabeth, Oude Zak)
- Brugge (Sint-Elisabeth, Azijnstraat)
- Brugge (Zilverstraat)
- Brussel
- Chièvres
- Diest
- Diksmuide
- Dinant
- Doornik
- Doornik (Planque)
- Edingen
- Eeklo-Gent (Sint-Pieters) (O.L.V.-ten doorn)
- Fosses-la-Ville
- Frasnes-lez-Buissenal
- Geldenaken
- Gent (Sint-Catharina, Onderbergen)
- Gent (Sint-Jacob)
- Gent (Sint-Jan)
- Gent (Tonnekensteeg)
- Geraardsbergen
- Halle
- Hasselt
- Hautrage
- Hoei
- Ieper
- Ingelmunster
- Izegem
- Kortrijk
- Lessen
- Leuven
- Lo - zie Klooster van de grauwzusters
- Luik
- Mechelen
- Namen
- Nevele
- Nieuwpoort (Burg)
- Nieuwpoort (Hoogstraat)
- Nijvel
- Ninove
- Oostende
- Oudenaarde
- Oudenburg
- Poperinge (hospitaal)
- Poperinge (penitenten)
- Roeselare
- ’s Gravenbrakel
- Sint-Truiden
- Thuin
- Tielt
- Tienen
- Tongeren
- Velzeke
- Veurne
- Viane
- Vloesberg
- Wervik
- Zinnik
- Zoutleeuw

## Vestigingen in Nederland
- Maastricht (1673-1796; thans Natuurhistorisch Museum Maastricht)
- Harderwijk
- Leiden (1474-1680; thans Hof Meermansbrug)